# Camilo Echevarría
Camilo Echevarría (Ciudad de Neuquén, Provincia homónima; 31 de diciembre de 1990) es un piloto de automovilismo argentino. Compitió en diferentes categorías de karting nacional, pasando a competir a nivel internacional en Europa y Estados Unidos siempre en karting. Debutó profesionalmente en 2007, compitiendo en la Fórmula Master BMW de España, volviéndose al año siguiente a su país para competir a nivel nacional. Debutó en 2009 en el Top Race Junior, culminando en tercer lugar en su primera temporada completa a bordo de un Ford Mondeo II. Un año después comenzó su incursión en el TC Pista donde a bordo de un Chevrolet Chevy, conseguiría clasificar al Play Off para definir al campeón y vencedor de la Copa de Plata Río Uruguay Seguros en su año debut.
En los años siguientes, continuaría compitiendo en la categoría TC Pista, iniciando también en 2013 su incursión en la divisional TC Mouras, siempre al comando de un Chevrolet Chevy. En 2014 se consagró campeón de la divisional TC Pista, título al cual llegó tras obtener la fase de Play Off y cosechar cinco victorias en el año. Ese mismo año, fue candidato a conquistar la doble corona de TC Pista y TC Mouras, sin embargo, por una discrepancia con ACTC por una resolución emitida que claramente lo perjudicaba, optó por abandonar la segunda categoría y centrarse en el TC Pista.

## Biografía
Nacido en Neuquén el último día de 1990, Camilo Echevarría inició su carrera deportiva a los 8 años, en 1999, compitiendo en la categoría Provincial de Kart de 60 cm³ con una unidad con motor Sthill. En su primera incursión en el deporte motor, tuvo el honor de ser campeón de esta categoría, justamente en su año de debut absoluto. Al año siguiente, Echevarría tendría su primera experiencia a nivel internacional, compitiendo en la World Champion Manufacturer Cup de los Estados Unidos. Al mismo tiempo, revalidaría su título de campeón de la categoría Provincial de Kart de 60 cm3 con una unidad con motor WTP y competiría en el Campeonato Argentino de 60 cm3, donde obtendría el subcampeonato de ese año 2000. Un nuevo lauro se sumaría en 2001, al campeonar en el Argentino de Kart con una unidad Parilla y dos nuevas experiencias internacionales se agregarían con el Gran Premio Punta del Este (Uruguay) de 60 cc y la Copa Paulista 60 cc de Brasil, donde culminaría tercero con un kart WTP 60 cc.
Los éxitos en kart se sucederían en los años siguientes, entre campeonatos y subcampeonatos, hasta que en 2006 comenzaría su incursión en los automóviles. Ese año, sería seleccionado por la BMW de Valencia (España), para poder competir en la Fórmula Master BMW de Montmeló, Barcelona, debutando en la divisional Junior. En esta divisional, Echevarría conseguiría alzarse con un triunfo en el selectivo para poder competir en la clase mayor en 2007. Ese año competiría en ambas categorías, para luego competir por la Copa de Talentos de la misma categoría en 2008. Sin embargo, solo podría competir en dos ocasiones, volviéndose a su país luego de dos años en Europa.
Ya en su país, decidió inscribirse en el Concurso Nacional de Pilotos, lanzado por la categoría Top Race Junior (hoy Top Race Series), la cual ofertaba como primer premio la inscripción totalmente gratuita para el próximo campeonato 2009 de dicha categoría. Para este concurso, Top Race armaría un convenio con la escudería AS Racing, para delegarle la responsabilidad de atender la unidad del Concurso de Pilotos, la cual fue un Ford Mondeo II. De este concurso, Camilo Echevarría obtendría el primer puesto, siendo el beneficiario de la opción de competir gratis durante todo el año en esa categoría. Finalmente, en su año debut, Echevarría demostraría su experiencia adquirida en el exterior, planteando dura lucha a los aspirantes al cetro y culminando el torneo en tercer lugar en su año de debut.
Ese mismo año, su equipo el AS Racing decidió incursionar en la Fórmula Renault Argentina con una unidad Tito-Renault, con la cual Echevarría obtendría un podio en una de las siete carreras que corrió. Tras estas actuaciones, haría un impasse en la categoría durante el primer semestre de 2010.
Pero su actividad no quedó allí, ya que ese mismo año conseguiría acordar con el equipo PS Competición, de Pablo Satriano, su incorporación a la categoría TC Pista, telonera del Turismo Carretera. En esta categoría, Echevarría cambiaría de marca, al pasarse a Chevrolet luego de competir con Ford en el TR Junior. A bordo de un Chevrolet Chevy que contó con la atención de esta escudería, Echevarría conseguiría clasificar al fase de definición del torneo en su primer año en la categoría, cerrando la etapa en el 12º puesto y 14º en el Torneo general. En el segundo semestre de este año, Echevarría retornaría al Top Race Series para disputar el Torneo Clausura 2010 a bordo de un Chevrolet Vectra II de la escudería UTN Competición, pero solo alcanzaría a disputar dos carreras con un podio en el circuito de Interlagos.
En 2011 continuó su carrera en el TC Pista, siempre a bordo de su Chevrolet Chevy del equipo PS Competición de Pablo Satriano, recibiendo al mismo tiempo diferentes invitaciones para competir en carreras especiales de otras categorías. En este año nuevamente conseguiría clasificar al Play Off definitorio del campeonato de TC Pista, culminando en la 3.ª posición del torneo, lo que le valdría la obtención de uno de los ascensos al Turismo Carretera. A pesar de este logro, Echevarría desestimaría la posibilidad de este ascenso, para intentar ir por el campeonato del TC Pista, por lo que en 2012 volvería a presentarse bajo el ala del PS Competición, aunque desarrollando algunas carreras dentro del JP Racing. En esta temporada, nuevamente Camilo daría muestras de su potencial, al volver a clasificar al Play Off para definir el título, aunque culminando en este año en la 6.ª colocación del torneo con solamente una victoria en el año.
En 2013, Echevarría encararía el año por primera vez compitiendo en dos frentes. Inicialmente y como lo venía desarrollando en los años anteriores, participando en el TC Pista donde en esta oportunidad pasaría a competir para la escudería Dole Racing, mientras que la otra mitad de su agenda la repartiría entre el Top Race V6 y el TC Mouras. En la primera de estas dos categorías, Echevarría iniciaría su andar dentro del equipo ABH Sport, al comando de un Volkswagen Passat CC. Tras su primera competencia, cambiaría de equipo al pasar a competir en el RV Racing Sports, donde manejaría un Mercedes-Benz C-204. Su paso por esta categoría solamente sería de 5 carreras, ya que se terminaría retirando de la misma, por diferencias con las autoridades. Mientras que en el TC Mouras, desarrollaría una competencia luego de su salida del Top Race. En esta competencia apenas alcanzaría a sumar puntos, quedando ranqueado en la 36.ª colocación para el año venidero.
En 2014, Echevarría apostaría todo en pos de obtener la doble corona del TC Pista y TC Mouras, presentándose en ambas divisionales a la vez. Sin embargo, desde ACTC no le harían las cosas sencillas al piloto neuquino, ya que debido al dominio que venían ejerciendo en el TCM tanto él, como su rival José Manuel Urcera, la comisión directiva emitiría una resolución por la cual aquellos pilotos que compitiesen en dos divisionales de la ACTC, debía largar último en las series de la divisional de menor jerarquía en la que competían. Esta medida atentaría contra los intereses de ambos pilotos, por lo que cada uno por su parte resolvería abandonar la divisional menor, centrando todos sus esfuerzos en el TC Pista, en el caso de Camilo, tomaría esta decisión luego de la séptima fecha del calendario del TCM. Asimismo, durante el transcurso de este año tendría la posibilidad de participar como invitado, en el Gran Premio de la República Argentina del WTCC, categoría en la que compitiera en la divisional TC2, al comando de un BMW Serie 3, obteniendo en ambas competencias la 3.ª ubicación en su clase y terminando 17 y 16 en la general de ambas carreras. Finalmente, la determinación de abandonar el TC Mouras le terminaría rindiendo buenos frutos a Echevarría, quien comenzaría una formidable remontada a partir de su clasificación al Play Off y gracias a la cosecha de 5 triunfos en el año, logrando finalmente coronarse como campeón de la divisional, obteniendo la ansiada Copa de Plata "Río Uruguay Seguros". Tras la obtención de este lauro, finalmente Camilo aceptaría el ascenso al Turismo Carretera, previéndose su debut para 2015.

## Trayectoria
| Año       | Categoría                                   | Marca                |
| --------- | ------------------------------------------- | -------------------- |
| 1999-2006 | Piloto de karts                             | Karting              |
| 2007      | Master Junior Fórmula BMW España            | Mygale-BMW           |
| 2008      | Fórmula BMW Talent Cup, 2 carreras          | Mygale-BMW           |
| 2009      | Debut en Top Race Junior                    | Ford Mondeo II       |
| 2009      | Debut en Fórmula Renault Argentina          | Crespi-Renault       |
| 2010      | Debut en TC Pista                           | Chevrolet Chevy      |
| 2010      | Top Race Series, Torneo Clausura, 1 carrera | Chevrolet Vectra II  |
| 2011      | TC Pista                                    | Chevrolet Chevy      |
| 2011      | 200 km de Buenos Aires, invitado            | Toyota Corolla       |
| 2011      | Turismo Internacional, invitado             | BMW Serie 3          |
| 2011      | TC Mouras, invitado                         | Chevrolet Chevy      |
| 2012      | TC Pista                                    | Chevrolet Chevy      |
| 2013      | TC Pista                                    | Chevrolet Chevy      |
| 2013      | Debut en Top Race V6, 5 carreras            | Volkswagen Passat CC |
| 2013      | Debut en Top Race V6, 5 carreras            | Mercedes-Benz C-204  |
| 2013      | TC Mouras, 1 carrera                        | Chevrolet Chevy      |
| 2014      | Campeón de TC Pista                         | Chevrolet Chevy      |
| 2014      | TC Mouras, 7 carreras                       | Chevrolet Chevy      |
| 2014      | Debut en WTCC, 2 carreras                   | BMW Serie 3          |
| 2015      | Debut TC                                    | Chevrolet Chevy      |
| 2016      | TC                                          | Chevrolet Chevy      |
| 2017      | TC                                          | Chevrolet Chevy      |
| 2018      | TC                                          | Chevrolet Chevy      |

- [6]

## Palmarés
| Título  | Categoría | Automóvil       | Año  |
| ------- | --------- | --------------- | ---- |
| Campeón | TC Pista  | Chevrolet Chevy | 2014 |

### Karting
| Título     | Categoría                                 | Automóvil      | Año  |
| ---------- | ----------------------------------------- | -------------- | ---- |
| Campeón    | Campeonato Provincial de Karting 60cc.    | Sthill 60cc.   | 1999 |
| Campeón    | Campeonato Provincial de Karting 60cc.    | WTP 60cc.      | 2000 |
| Subcampeón | Campeonato Argentino de Karting 60cc.     | Comer 60cc.    | 2000 |
| Campeón    | Campeonato Argentino de Karting 60cc.     | Parilla 60cc.  | 2001 |
| Subcampeón | Campeonato Nacional de Karting 60cc.      | Parilla 60cc.  | 2001 |
| Subcampeón | Campeonato Panamericano de Karting 100cc. | Comer 100cc.   | 2002 |
| Subcampeón | Campeonato Nacional de Karting 125cc.     | Parilla 125cc. | 2003 |
| Subcampeón | Campeonato Nacional de Karting 125cc.     | Parilla 125cc. | 2005 |
| Subcampeón | Campeonato Comunidad Valenciana 100cc.    | Rotax 100cc.   | 2005 |

### Menciones especiales
| Año  | Premio                                                                      |
| ---- | --------------------------------------------------------------------------- |
| 2000 | 1º Premio Pehuén de Plata (mejor deportista)                                |
| 2001 | 1º Premio Pehuén de Plata (mejor deportista)                                |
| 2002 | 1º Premio Pehuén de Plata (mejor deportista)                                |
| 2005 | 1º Premio Pehuén de Plata (mejor deportista)                                |
| 2006 | 1º Premio al mejor deportista automovilístico Seleccionado por BMW Valencia |
| 2007 | Ganador selectivo Master junior de Fórmula BMW Español                      |
| 2008 | Ganador Concurso Nacional de Pilotos del Top Race Junior                    |

## Resultados

### Turismo Competición 2000
| Año  | Equipo                | Auto             | 1  | 2   | 3   | 4   | 5   | 6   | 7  | 8   | 9   | 10  | 11  | 12  | 13  | Res. | Puntos |
| ---- | --------------------- | ---------------- | -- | --- | --- | --- | --- | --- | -- | --- | --- | --- | --- | --- | --- | ---- | ------ |
| 2011 |                       |                  | GR | SFE | SFE | SMM | SJU | RES | AG | TRH | LPL | TRE | JUN | PDF | PAR | -    | -      |
| 2011 | Toyota Team Argentina | Toyota Corolla X |    |     |     |     |     |     |    |     | 4   |     |     |     |     | -    | -      |

### Súper TC 2000
| Año  | Equipo              | Auto           | 1    | 2   | 3   | 4   | 5   | 6    | 7   | 8   | 9   | 10  | 11    | 12  | 13    | 14 | Res. | Puntos |
| ---- | ------------------- | -------------- | ---- | --- | --- | --- | --- | ---- | --- | --- | --- | --- | ----- | --- | ----- | -- | ---- | ------ |
| 2015 |                     |                | JUN  | ROS | OBE | TRH | RAF | SL I | SFE | SFE | TOA | GR  | SMM   | AG  | SL II |    | -    | -      |
| 2015 | Lincoln Sport Group | Ford Focus III |      |     |     |     |     |      |     |     | 7   |     |       |     |       |    | -    | -      |
| 2017 |                     |                | BA I | PDF | SMM | ROS | ROS | TRH  | RAF | OBE | SFE | SFE | BA II | SJU | GR    | AG | -    | -      |
| 2017 | Escudería Fela      | Ford Focus III |      |     |     |     |     |      |     |     |     |     | 18    |     |       |    | -    | -      |